# Дроздівська сільська рада (Білоцерківський район)
Дроздівська сільська рада — орган місцевого самоврядування у Білоцерківському районі Київської області з адміністративним центром у с. Дрозди.

## Загальні відомості
Історична дата утворення: в 1921 році. Водоймища на території, підпорядкованій даній раді: річка Кам'янка.

## Населені пункти
Сільській раді підпорядковані населені пункти:
- с. Дрозди
- с. Мазепинці

## Склад ради
Рада складається з 14 депутатів та голови.

### Керівний склад ради
| ПІБ                     | Основні відомості                                            | Дата обрання | Дата звільнення |
| ----------------------- | ------------------------------------------------------------ | ------------ | --------------- |
| Новіков Іван Трохимович | Сільський голова, 1949 року народження, освіта, безпартійний | 26.03.2006   | 31.10.2010      |

Примітка: таблиця складена за даними джерела